# Jean de Batut de Montrosier
Jean de Batut de Montrosier (mort en 1470), est un ecclésiastique qui fut  évêque de Montauban de 1454 à 1470.

## Biographie
Après le transfert de l’évêque Guillaume d'Étampes sur le siège de Condom, le chapitre de chanoines de la cathédrale élit pour lui succéder Jean de Saint-Étienne, l'abbé commendataire de Belleperche depuis 1447. Les chanoines de la collégiale de Saint-Étienne du Tescou lui opposent Jean de Batut de Montrosier qui reçoit finalement la confirmation du pape Nicolas V le 18 novembre 1455. Le 10 août 1466 il concède le bail féodal d'un domaine nommé l'Ile-Aimée ou Ile-Mouillée à Notete Peguier futur sénéchal de Cahors. Il meurt en 1470 et est inhumé dans la cathédrale de Montauban.